# Leucanopsis perdentata
Leucanopsis perdentata là một loài bướm đêm thuộc phân họ Arctiinae, họ Erebidae.